# Katy Rose
Katy Rose, właśc. Kathryn Rosemary Bullard (ur. 27 stycznia 1987 w Redondo Beach) – amerykańska wokalistka, autorka tekstów i piosenek.
Jej pierwsza płyta Because I Can została wydana w dniu jej siedemnastych urodzin, czyli 27 stycznia 2004 roku. Pierwszym singlem promującym płytę była piosenka „Overdrive”, drugim singlem była piosenka „I like”. Większość piosenek na tej płycie została napisana przez Katy, gdy miała 13–15 lat.

## Dyskografia
Albumy
- Because I Can (2004)[3]
- Candy Eyed (2007)
- Tangled But True (2008)

Single
- „Overdrive” (2004)
- „I Like” (2004)
- „Ginger Kisses” (Modern Girlfriends feat. Katy Rose) (2005)